# Rangeela
Rangeela (Hindi: रंगीला, übersetzt: farbig) ist ein erfolgreicher Bollywoodfilm und schaffte es in die Top 5 der erfolgreichsten Filme aus dem Jahr 1995. Der Film brachte sowohl Regisseur Ram Gopal Varma als auch der Schauspielerin Urmila Matondkar und den Oscarpreisträger A. R. Rahman den Durchbruch. Dies war auch der erste Hindi-Film, für den A. R. Rahman die Filmmusik komponierte. Der Soundtrack war im ganzen Land bekannt und sehr populär.
Der Film wurde auch in Tamil synchronisiert, deshalb wurden auch die Liedtexte auf Tamil umgeschrieben. Weshalb auch zwei Soundtrackversionen existieren.

## Handlung
Die Geschichte handelt von einem mittelständischen Mädchens namens Mili, welches träumt in Bollywood als Schauspielerin Fuß zu fassen. Bisher hatte sie lediglich als Tänzerin vor der Kamera stehen dürfen. Befreundet ist sie mit dem armen Waisenjungen Munna, der bald mehr für sie empfindet. Er möchte sie zur Frau nehmen, getraut sich aber nicht seine Gefühle ihr gegenüber zu offenbaren.
Eines Tages, ganz unerwartet, wird Mili tatsächlich von dem Filmstar Raj Kamal entdeckt, der sie für den neuen Film Rangeela von Regisseur Steven Kapoor engagiert. Dies führt dazu, dass Munna eifersüchtig auf Raj wird, der dann auch bald ein Auge auf Mili wirft. Doch Mili ist zu beschäftigt, um davon Notiz zu nehmen. Sie investiert ihre Zeit lieber in die Schauspielerei sowie auch mit Raj. Dennoch ist Munna stets versucht, ihr seine Liebe zu gestehen, und jedes Mal scheitert dieses Vorhaben, da in letzter Sekunde ihn der Mut verlässt oder Raj auftaucht.
Schließlich gibt Munna auf, indem er sich mit dem Gedanken tröstet, Raj könne ihr ein besseres Leben bieten. Von alledem erfährt Mili erst am Tag der Filmveröffentlichung. Daraufhin bittet sie Raj ihr zu helfen Munna ausfindig zu machen. Wobei Raj in dem Moment realisiert, dass Mili bereits in Munna verliebt ist und führt beide wieder zueinander.

## Musik

### Hindi Version
| Song                         | Sänger/in                           |
| ---------------------------- | ----------------------------------- |
| "Rangeela Re"                | Asha Bhonsle, Aditya Narayan        |
| "Hai Rama"                   | Hariharan, Swarnalatha              |
| "Kya Kare Kya Na Kare"       | Udit Narayan                        |
| "Pyar Ye Jaane Kaisa"        | Kavita Krishnamurthy, Suresh Wadkar |
| "Tanha Tanha Yahan Pe Jeena" | Asha Bhosle                         |
| "Yaaro Sun Lo Zara"          | Udit Narayan, K. S. Chitra          |
| "Mangta Hai Kya"             | Shweta Shetty, A. R. Rahman         |
| "Spirit of Rangeela"         | Anupama                             |

### Tamil Version
| Song                      | Sänger/in                          |
| ------------------------- | ---------------------------------- |
| "Rangeela Rangeela"       | Sujatha Mohan                      |
| "Aiyayo Kanava"           | A. R. Rahman, Anupama              |
| "Taniye Taniye"           | S. Janaki                          |
| "Ai Rama"                 | Hariharan, Swarnalatha             |
| "Kadhali Nee Enna Seivai" | Unnikrishnan, Kavita Krishnamurthy |
| "Kamban Shelly"           | S. P. Balasubrahmanyam             |
| "Spirit of Rangeela"      | Anupama                            |

## Auszeichnungen
Filmfare Award 1996
- Filmfare Award/Bester Nebendarsteller an Jackie Shroff
- Filmfare Award/Beste Musik an A. R. Rahman
- Filmfare Award/Beste Choreografie an Ahmad Khan für Rangeela Re
- Filmfare Award/RD Burman Award an Mehboob
- Filmfare Award/Besondere Leistung an Asha Bhosle für Tanha Tanha

Nominierungen
- Filmfare Award/Beste Hauptdarstellerin an Urmila Matondkar
- Filmfare Award/Bester Film an Ram Gopal Varma
- Filmfare Award/Beste Regie an Ram Gopal Varma
- Filmfare Award/Bester Liedtext an Mehboob für Kya Kare
- Filmfare Award/Bester Liedtext an Mehboob für Tanha Tanha
- Filmfare Award/Beste Playbacksängerin an Kavita Krishnamurthy für Pyar Ye Jaane
- Filmfare Award/Beste Playbacksängerin an Shweta Shetty für Mangta Hai Kya